# Andries Schoemaker
Andries Schoemaker (Amsterdam, 9 oktober 1660 - aldaar, 23 december 1735) was een Amsterdamse textielhandelaar en is bekend door zijn historische en topografische notities en tekeningen van Nederland. Hij was ook een fervent penningverzamelaar.
Andries was het jongste kind van de doopsgezinde linnenwever en koopman Gerrit Schoemaker (1625-1661). Hij bracht regelmatig bezoeken aan Twente, waar zijn familie vandaan kwam, en heeft daar waarschijnlijk het textielvak geleerd. In het Rampjaar 1672 werd hij ingedeeld bij een ploeg die in het geval van een Franse aanval brand moest blussen, en hij hielp met het versterken van de Amsterdamse stadswallen. Op 5 mei 1682 werd hij poorter van Amsterdam. Hij trouwde op 24 mei 1682 met Rachel Kroll, en zou tien kinderen krijgen, waarvan er acht vroeg stierven. Hoewel zijn vrouw gereformeerd was en de kinderen in dat geloof opvoedde, bleef hij doopsgezind. Andries had geen uitgebreide scholing gehad, wat blijkt uit de talrijke verschrijvingen en zijn slechte handschrift. Hij verwierf aanzienlijke rijkdom in de textielhandel, maar hij bleef een bescheiden en genereus mens die geliefd en gewaardeerd werd.

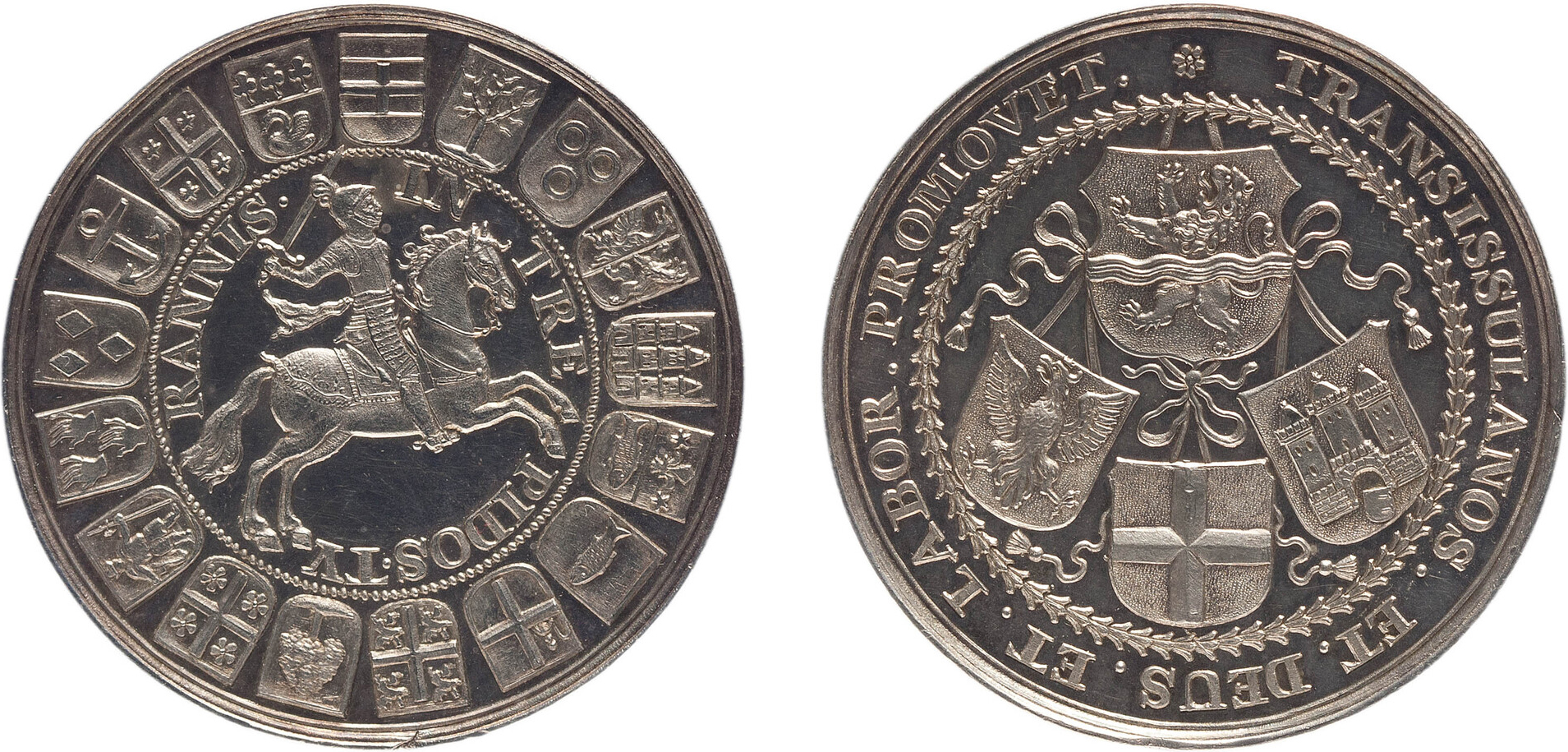
Zilveren landdagpenning uit ongeveer 1703 van een anonieme penningkunstenaar, uit de collectie van Andries Schoemaker en tegenwoordig in de collectie van Teylers Museum

Schoemaker interesseerde zich voor de Joodse, Griekse en Romeinse geschiedenis. Na zijn werkzame leven besloot hij om het Rampjaar te beschrijven, en bezocht hij samen met zijn zoon Gerrit de plaatsen waar Frankrijk en de bisdommen Münster en Keulen ooit hadden huisgehouden. Het leidde tot een egodocument dat een belangrijke historische bron werd. Hij liet bijna honderd manuscripten (9.000 bladzijden) met 2.600 deels ingekleurde tekeningen na over de Nederlandse geschiedenis en topografie. De tekeningen waren voor een deel van hem, maar ook van zijn zoon Gerrit, Cornelis Pronk en Abraham de Haen. De verzameling tekeningen van steden, dorpen en gehuchten uit verschillende provincies in Nederland staat nu ook bekend als de Atlas Schoemaker.
In 1704 kwam hem een catalogus van penningen onder ogen, wat hem aanzette tot zijn eigen verzameling. Zijn collectie penningen was een van de grootste in de Republiek. Op een gegeven moment realiseerde Schoemaker zich hoeveel zilver er bij hem lag te verstoffen en hij besloot tot verkoop. In 1720 werd de veiling voorbereid, maar deze werd afgeblazen omdat de collectie in één keer werd aangekocht door Balthasar Schott (die op zijn beurt de collectie op 4 oktober 1745 liet veilen in Amsterdam, een deel is aangekocht door Pieter Teyler van der Hulst en in Teylers Museum beland). 
- Biografisch Portaal: 41703483
- Gemeinsame Normdatei: 122514750
- International Standard Name Identifier: 0000 0000 4024 0552
- KulturNav: 452abd7a-4421-4503-9760-bbffbff28bcd
- Library of Congress Control Number: n2004152104
- Nederlandse Thesaurus van Auteursnamen: 071865810
- RKD-Nederlands Instituut voor Kunstgeschiedenis: 92739
- Système universitaire de documentation: 15109540X
- Virtual International Authority File: 18107244
- WorldCat: E39PBJgCKF6vxyjFBrm36BvJXd